# Jeremías González Ferioli
Jeremías González Ferioli (Córdoba, 13 de diciembre de 1995) es un piloto de rally raid y empresario argentino. Ha participado en varias ediciones del Rally Dakar, obteniendo tres podios en la clasificación general y algunas victorias de etapa. 

## Carrera deportiva
González Ferioli debutó en 2012, con 16 años, obteniendo el subcampeonato argentino de cross country en la categoría quads 4x2. En 2013 ganó el Dakar Challenge que le permitió debutar a los 18 años en el Rally Dakar de 2014 en la categoría cuatriciclos, concluyendo en sexto lugar en la categoría cuatriciclos. En 2015, se consagró subcampeón en el Dakar, detrás de Rafal Sonik, en la que se convirtió en el conductor más joven en ganar una etapa en la historia del evento (superado por Seth Quintero en 2021) y el conductor más joven en llegar al podio. 
En 2016 fue quinto en el Rally Dakar y en 2017 ganó el Desafío Ruta 40 Norte, en cuatriciclos. Luego de un paréntesis ese año por una lesión, González Ferioli volvió al podio con un puesto 3 en el Dakar 2018, consiguiendo además dos victorias de etapa. Repitió resultado al año siguiente, con una victoria en etapa.
Por otro lado, en 2021 fue campeón argentino de cross country en UTV, y al año siguiente en la misma disciplina a nivel sudamericano. 
El argentino tenía previsto volver al Dakar en 2022 en la categoría SSV, pero un positivo de COVID-19 días antes de viajar se lo impidió. Finalmente, concretó su debut en esta nueva categoría y en Arabia Saudita en la siguiente edición, donde ganó una etapa y fue cuarto en la general.
En 2025 se consagró campeón del Abu Dhabi Desert Challenge en la categoría SSV junto a su copiloto Sebastián Cesana, ganando 5 etapas y siendo dominantes en gran parte del campeonato. 

## Vida personal
Es licenciado en administración de empresas y dirige el Grupo Consultores de Empresas, fundado por sus padres.en los años 80.

## Palmarés
| Año  | Título ganado                               | Categoría |
| ---- | ------------------------------------------- | --------- |
| 2016 | Desafío Ruta 40 Norte                       | Quads     |
| 2017 | Desafío Ruta 40 Norte                       | Quads     |
| 2021 | Campeonato Argentino de Rally Cross Country | UTV       |
| 2025 | Abu Dhabi Desert Challenge                  | SSVs      |

## Resultados

### Rally Dakar
| Año     | Clase | Vehículo | Posición | Victorias de etapa |
| ------- | ----- | -------- | -------- | ------------------ |
| 2014    | Quads | Yamaha   | 6.º      | -                  |
| 2015    | Quads | Yamaha   | 2.º      | 1                  |
| 2016    | Quads | Yamaha   | 5.º      | -                  |
| 2018    | Quads | Yamaha   | 3.º      | 2                  |
| 2019    | Quads | Yamaha   | 2.º      | 1                  |
| 2022    | SSVs  | Can-Am   | Ret.     | -                  |
| 2023    | SSVs  | Can-Am   | 4.º      | 1                  |
| 2025    | SSVs  | Can-Am   | 30.º     | 2                  |
| Fuente: |       |          |          |                    |

### Campeonato Mundial de Rally Cross-Country de la FIM
| Año     | Categoría | Vehículo | Posición | Puntaje | Victorias |
| ------- | --------- | -------- | -------- | ------- | --------- |
| 2018    | Quads     | Yamaha   | 5.º      | 26      | -         |
| Fuente: |           |          |          |         |           |